# Кампофеличе-ди-Рочелла
Кампофеличе-ди-Рочелла (итал. Campofelice di Roccella) — коммуна в Италии, располагается в регионе Сицилия, подчиняется административному центру Палермо.
Население составляет 5735 человек, плотность населения составляет 410 чел./км². Занимает площадь 14 км². Почтовый индекс — 90010. Телефонный код — 0921.
Покровителем населённого пункта считается святая Розалия. Праздник ежегодно празднуется 4 сентября.